# 1. Bundesliga 2008-09
La 1. Bundesliga 2008-09 fue la 46.ª edición de la Fußball-Bundesliga, la mayor competición futbolística de Alemania. El certamen inició el 15 de agosto de 2008 y finalizó el 23 de mayo de 2009, y fue disputado por 18 equipos.
El campeón fue Wolfsburgo, tras vencer con una goleada 5-1 en la última fecha a Werder Bremen. Para el club significó el primer título de su historia, apenas doce años después de haber logrado el ascenso a la máxima categoría.

## Cambios
Desde esta edición, se reinstauró el sistema de promoción por la permanencia, utilizado por última vez en la temporada 1990-91 y eliminado tras la reunificación de Alemania. Con esta modalidad, el equipo que finalizase en la 16º ubicación de la clasificación final no desciende de manera directa, sino que disputa una serie a doble partido —ida en condición de local, y vuelta como visitante— ante el 3º equipo de la 2. Bundesliga.

## Equipos
| Pos | Descendidos de 1. Bundesliga |
| --- | ---------------------------- |
| 16º | Núremberg                    |
| 17º | Hansa Rostock                |
| 18º | Duisburgo                    |

| Pos | Ascendidos de 2. Bundesliga |
| --- | --------------------------- |
| 1º  | Borussia Mönchengladbach    |
| 2º  | Hoffenheim                  |
| 3º  | Colonia                     |

| Equipo                   | Ciudad          | Entrenador                            | Estadio                              | Aforo         |
| ------------------------ | --------------- | ------------------------------------- | ------------------------------------ | ------------- |
| Arminia Bielefeld        | Bielefeld       | Jörg Berger                           | SchücoArena                          | 28 008        |
| Bayer Leverkusen         | Leverkusen      | Bruno Labbadia                        | BayArena LTU Arena                   | 22 500 51 500 |
| Bayern de Múnich         | Múnich          | Jupp Heynckes                         | Allianz Arena                        | 69 901        |
| Bochum                   | Bochum          | Marcel Koller                         | rewirpowerSTADION                    | 31 328        |
| Borussia Dortmund        | Dortmund        | Jürgen Klopp                          | Signal Iduna Park                    | 80 708        |
| Borussia Mönchengladbach | Mönchengladbach | Hans Meyer                            | Borussia Park                        | 54 067        |
| Colonia                  | Colonia         | Christoph Daum                        | Estadio Rhein Energie                | 50 374        |
| Eintracht Fráncfort      | Fráncfort       | Friedhelm Funkel                      | Commerzbank-Arena                    | 52 300        |
| Energie Cottbus          | Cottbus         | Bojan Prašnikar                       | Stadion der Freundschaft             | 22 450        |
| Hamburgo                 | Hamburgo        | Martin Jol                            | HSH Nordbank Arena                   | 57 274        |
| Hannover 96              | Hannover        | Dieter Hecking                        | AWD-Arena                            | 49 000        |
| Hertha Berlín            | Berlín          | Lucien Favre                          | Olympiastadion                       | 74 228        |
| Hoffenheim               | Sinsheim        | Ralf Rangnick                         | Carl-Benz-Stadion Rhein-Neckar-Arena | 25 667 30 000 |
| Karlsruher               | Karlsruhe       | Edmund Becker                         | Wildparkstadion                      | 32 306        |
| Schalke 04               | Gelsenkirchen   | Mike Büskens Youri Mulder Oliver Reck | Veltins-Arena                        | 61 673        |
| Stuttgart                | Stuttgart       | Markus Babbel                         | Mercedes-Benz Arena                  | 58 000        |
| Werder Bremen            | Bremen          | Thomas Schaaf                         | Weserstadion                         | 42 358        |
| Wolfsburgo               | Wolfsburgo      | Felix Magath                          | Volkswagen-Arena                     | 30 000        |

### Cambios de entrenadores
| Equipo                   | Entrenador (jornadas)                                                |
| ------------------------ | -------------------------------------------------------------------- |
| Borussia Mönchengladbach | Jos Luhukay (1-7) Christian Ziege (8) Hans Meyer (9-34)              |
| Stuttgart                | Armin Veh (1-13) Markus Babbel (14-34)                               |
| Schalke 04               | Fred Rutten (1-25) Mike Büskens - Youri Mulder - Oliver Reck (26-34) |
| Bayern de Múnich         | Jürgen Klinsmann (1-29) Jupp Heynckes (30-34)                        |
| Arminia Bielefeld        | Michael Frontzeck (1-33) Jörg Berger (34)                            |

### Equipos porEstados federados
| Región                      | N.º | Equipos |
| --------------------------- | --- | --- |
| Renania del Norte-Westfalia | 7   | Arminia Bielefeld, Bayer Leverkusen, Bochum, Borussia Dortmund, Borussia Mönchengladbach, Colonia y Schalke 04 |
| Baden-Wurtemberg            | 3   | Hoffenheim, Karlsruher y Stuttgart                                                                             |
| Baja Sajonia                | 2   | Hannover 96 y Wolfsburgo                                                                                       |
| Baviera                     | 1   | Bayern de Múnich                                                                                               |
| Berlín                      | 1   | Hertha Berlín                                                                                                  |
| Brandeburgo                 | 1   | Energie Cottbus                                                                                                |
| Bremen                      | 1   | Werder Bremen                                                                                                  |
| Hamburgo                    | 1   | Hamburgo |
| Hesse                       | 1   | Eintracht Fráncfort                                                                                            |

## Sistema de competición
Los dieciocho equipos se enfrentaron entre sí bajo el sistema de todos contra todos a doble rueda, completando un total de 34 fechas. Las clasificación se estableció a partir de los puntos obtenidos en cada encuentro, otorgando tres por partido ganado, uno por empatado y ninguno en caso de derrota. En caso de igualdad de puntos entre dos o más equipos, se aplicaron, en el mencionado orden, los siguientes criterios de desempate:
1. Mejor diferencia de goles en todo el campeonato;
2. Mayor cantidad de goles a favor en todo el campeonato;
3. Mayor cantidad de puntos en los partidos entre los equipos implicados;
4. Mejor diferencia de goles en los partidos entre los equipos implicados;
5. Mayor cantidad de goles a favor en los partidos entre los equipos implicados.

Al finalizar el campeonato, el equipo ubicado en el primer lugar de la clasificación se consagró campeón y clasificó a la fase de grupos de la Liga de Campeones de la UEFA 2009-10, junto con el subcampeón; el tercero, por su parte, accedió a los play-offs. A su vez, el equipo ubicado en cuarto lugar clasificó a los play-offs de la Liga Europa de la UEFA 2009-10 junto con el campeón de la Copa de Alemania, mientras que el quinto disputó la tercera ronda previa.
Por otro lado, los equipos que ocuparon los últimos dos puestos de la clasificación —decimoséptima y decimoctava— descendieron de manera directa a la 2. Bundesliga, a la vez que el decimosexto disputó la serie de play-offs de ascenso y descenso con un equipo de dicha categoría.

## Clasificación
| Pos. | Equipo                   | Pts. | PJ | G  | E  | P  | GF | GC | Dif. | Clasificación 2009-10                  |
| ---- | ------------------------ | ---- | -- | -- | -- | -- | -- | -- | ---- | -------------------------------------- |
| 1    | Wolfsburgo (C)           | 69   | 34 | 21 | 6  | 7  | 80 | 41 | +39  | Fase de grupos de la Liga de Campeones |
| 2    | Bayern Múnich            | 67   | 34 | 20 | 7  | 7  | 71 | 42 | +29  | Fase de grupos de la Liga de Campeones |
| 3    | Stuttgart                | 64   | 34 | 19 | 7  | 8  | 63 | 43 | +20  | Play-offs de la Liga de Campeones      |
| 4    | Hertha Berlín            | 63   | 34 | 19 | 6  | 9  | 48 | 41 | +7   | Play-offs de la Liga Europa            |
| 5    | Hamburgo                 | 61   | 34 | 19 | 4  | 11 | 49 | 47 | +2   | Tercera ronda previa de la Liga Europa |
| 6    | Borussia Dortmund        | 59   | 34 | 15 | 14 | 5  | 60 | 37 | +23  |                                        |
| 7    | Hoffenheim               | 55   | 34 | 15 | 10 | 9  | 63 | 49 | +14  |                                        |
| 8    | Schalke 04               | 50   | 34 | 14 | 8  | 12 | 47 | 35 | +12  |                                        |
| 9    | Bayer Leverkusen         | 49   | 34 | 14 | 7  | 13 | 59 | 46 | +13  |                                        |
| 10   | Werder Bremen            | 45   | 34 | 12 | 9  | 13 | 64 | 50 | +14  | Play-offs de la Liga Europa            |
| 11   | Hannover 96              | 40   | 34 | 10 | 10 | 14 | 49 | 69 | −20  |                                        |
| 12   | Colonia                  | 39   | 34 | 11 | 6  | 17 | 35 | 50 | −15  |                                        |
| 13   | Eintracht Fráncfort      | 33   | 34 | 8  | 9  | 17 | 39 | 60 | −21  |                                        |
| 14   | Bochum                   | 32   | 34 | 7  | 11 | 16 | 39 | 55 | −16  |                                        |
| 15   | Borussia Mönchengladbach | 31   | 34 | 8  | 7  | 19 | 39 | 62 | −23  |                                        |
| 16   | Energie Cottbus          | 30   | 34 | 8  | 6  | 20 | 30 | 57 | −27  | Promoción por la permanencia           |
| 17   | Karlsruher               | 29   | 34 | 8  | 5  | 21 | 30 | 54 | −24  | Descenso de categoría                  |
| 18   | Arminia Bielefeld        | 28   | 34 | 4  | 16 | 14 | 29 | 56 | −27  | Descenso de categoría                  |

Actualizado a los partidos jugados el 23 de mayo de 2009.
 Fuente: DFB
1. ↑  Copa de Alemania (CC): Werder Bremen clasificó a los play-offs de la Liga Europa como campeón de la Copa de Alemania 2008-09.

| Bundesliga                    |
|                               |
| Campeón Wolfsburgo 1.º título |

## Resultados
| Local \ Visitante        | ARM | BAL | BAY | BOC | BOD | BOM | COL | FRA | COT | HAM | HAN | HER | HOF | KAR | SCH | STU | WER | WOL |
| ------------------------ | --- | --- | --- | --- | --- | --- | --- | --- | --- | --- | --- | --- | --- | --- | --- | --- | --- | --- |
| Arminia Bielefeld        | —   | 2–1 | 0–1 | 1–1 | 0–0 | 0–2 | 2–0 | 0–0 | 1–1 | 2–4 | 2–2 | 1–1 | 0–2 | 1–2 | 0–2 | 2–2 | 2–2 | 0–3 |
| Bayer Leverkusen         | 2–2 | —   | 0–2 | 1–1 | 2–3 | 5–0 | 2–0 | 1–1 | 1–1 | 1–2 | 4–0 | 0–1 | 5–2 | 0–1 | 2–1 | 2–4 | 1–1 | 2–0 |
| Bayern Múnich            | 3–1 | 3–0 | —   | 3–3 | 3–1 | 2–1 | 1–2 | 4–0 | 4–1 | 2–2 | 5–1 | 4–1 | 2–1 | 1–0 | 0–1 | 2–1 | 2–5 | 4–2 |
| Bochum                   | 2–0 | 2–3 | 0–3 | —   | 0–2 | 2–2 | 1–2 | 2–0 | 3–2 | 1–1 | 0–2 | 2–3 | 1–3 | 2–0 | 2–1 | 1–2 | 0–0 | 2–2 |
| Borussia Dortmund        | 6–0 | 1–1 | 1–1 | 1–1 | —   | 2–1 | 3–1 | 4–0 | 1–1 | 2–0 | 1–1 | 1–1 | 0–0 | 4–0 | 3–3 | 3–0 | 1–0 | 0–0 |
| Borussia Mönchengladbach | 1–1 | 1–3 | 2–2 | 0–1 | 1–1 | —   | 1–2 | 1–2 | 1–3 | 4–2 | 3–2 | 0–1 | 1–1 | 1–0 | 1–0 | 1–3 | 3–2 | 1–2 |
| Colonia                  | 1–1 | 0–2 | 0–3 | 1–1 | 0–1 | 2–4 | —   | 1–1 | 1–0 | 1–2 | 2–1 | 1–2 | 1–3 | 0–0 | 1–0 | 0–3 | 1–0 | 1–1 |
| Eintracht Fráncfort      | 1–1 | 0–2 | 1–2 | 4–0 | 0–2 | 4–1 | 2–2 | —   | 2–1 | 2–3 | 4–0 | 0–2 | 1–1 | 2–1 | 1–2 | 2–2 | 0–5 | 0–2 |
| Energie Cottbus          | 2–1 | 3–0 | 1–3 | 1–1 | 0–1 | 0–1 | 0–2 | 2–3 | —   | 1–2 | 3–1 | 1–3 | 0–3 | 1–0 | 0–2 | 0–3 | 2–1 | 2–0 |
| Hamburgo                 | 2–0 | 3–2 | 1–0 | 3–1 | 2–1 | 1–0 | 0–1 | 1–0 | 2–0 | —   | 2–1 | 1–1 | 1–0 | 2–1 | 1–1 | 2–0 | 2–1 | 1–3 |
| Hannover 96              | 1–1 | 1–0 | 1–0 | 1–1 | 4–4 | 5–1 | 3–2 | 1–1 | 0–0 | 3–0 | —   | 2–0 | 2–5 | 2–1 | 1–0 | 3–3 | 1–1 | 0–5 |
| Hertha Berlín            | 1–1 | 1–0 | 2–1 | 2–0 | 1–3 | 2–1 | 2–1 | 2–1 | 0–1 | 2–1 | 3–0 | —   | 1–0 | 4–0 | 0–0 | 2–1 | 2–1 | 2–2 |
| Hoffenheim               | 3–0 | 1–4 | 2–2 | 0–3 | 4–1 | 1–0 | 2–0 | 2–1 | 2–0 | 3–0 | 2–2 | 0–1 | —   | 4–1 | 1–1 | 0–0 | 0–0 | 3–2 |
| Karlsruher               | 0–1 | 3–3 | 0–1 | 1–0 | 0–1 | 0–0 | 0–2 | 0–1 | 0–0 | 3–2 | 2–3 | 4–0 | 2–2 | —   | 0–3 | 0–2 | 1–0 | 2–1 |
| Schalke 04               | 0–0 | 1–2 | 1–2 | 1–0 | 1–1 | 3–1 | 1–0 | 1–0 | 4–0 | 1–2 | 3–0 | 1–0 | 2–3 | 2–0 | —   | 1–2 | 1–0 | 2–2 |
| Stuttgart                | 0–0 | 0–2 | 2–2 | 2–0 | 2–1 | 2–0 | 1–3 | 2–0 | 2–0 | 1–0 | 2–0 | 2–0 | 3–3 | 3–1 | 2–0 | —   | 4–1 | 4–1 |
| Werder Bremen            | 1–2 | 0–2 | 0–0 | 3–2 | 3–3 | 1–1 | 3–1 | 5–0 | 3–0 | 2–0 | 4–1 | 5–1 | 5–4 | 1–3 | 1–1 | 4–0 | —   | 2–1 |
| Wolfsburgo               | 4–1 | 2–1 | 5–1 | 2–0 | 3–0 | 3–0 | 1–0 | 2–2 | 3–0 | 3–0 | 2–1 | 2–1 | 4–0 | 2–1 | 4–3 | 4–1 | 5–1 | —   |

## Play-off de ascenso y descenso
Los horarios corresponden al huso horario de Alemania (Hora central europea): UTC+2 en horario de verano.
| Ida; 28 de mayo de 2009, 18:00 | Energie Cottbus | 0:3 (0:1) | FC Núremberg                | Stadion der Freundschaft, Cottbus                         |                                                           |
|                                |                 | Reporte   | Boakye 13' 89' · Eigler 56' | Asistencia: 22 000 espectadores Árbitro(s): Florian Meyer | Asistencia: 22 000 espectadores Árbitro(s): Florian Meyer |

| Vuelta; 31 de mayo de 2009, 15:30 | FC Núremberg            | 2:0 (2:0) (Global 5:0) | Energie Cottbus | Frankenstadion, Núremberg                                     |                                                               |
|                                   | Eigler 29' · Mintál 37' | Reporte                |                 | Asistencia: 46 780 espectadores Árbitro(s): Thorsten Kinhöfer | Asistencia: 46 780 espectadores Árbitro(s): Thorsten Kinhöfer |

## Estadísticas

### Máximos goleadores
| Pos. | Jugador            | Equipo           | Goles |
| ---- | ------------------ | ---------------- | ----- |
| 1    | Grafite            | Wolfsburgo       | 28    |
| 2    | Edin Džeko         | Wolfsburgo       | 26    |
| 3    | Mario Gómez        | Stuttgart        | 24    |
| 4    | Patrick Helmes     | Bayer Leverkusen | 21    |
| 5    | Vedad Ibišević     | Hoffenheim       | 18    |
| 6    | Claudio Pizarro    | Werder Bremen    | 17    |
|      | Milivoje Novakovič | Colonia          | 16    |
| 8    | Demba Ba           | Hoffenheim       | 14    |
|      | Luca Toni          | Bayern Múnich    | 14    |